# 斯維爾德洛夫斯克炭疽洩漏事件
斯維爾德洛夫斯克炭疽洩漏事件（俄语：Эпидемия сибирской язвы в Свердловске）是1979年4月2日在莫斯科東部1450公里的斯維爾德洛夫斯克（現叫葉卡捷琳堡）軍事設施中的炭疽桿菌孢子被意外釋放的事故。這起事故有時也被稱為“生物武器的車諾比事故”。隨後爆發的炭疽病導致約100人死亡，受害者的確切人數仍然不明，這是因當局為了防止生化武器開發的詳細資料洩漏會違反國際規定，所有的記錄都被銷毀了。

## 從否認到承認
在事件發生後的13年期間，蘇聯一直否認疾病爆發的原因，將死亡歸咎於食用來自該地區被炭疽桿菌污染的肉類。KGB刪除了所有受害者的醫療記錄，以免洩漏蘇聯嚴重違反“禁止生物武器公約”的事实。
1992年俄羅斯聯邦總統承認，該地的軍事設施是炭疽病爆發的原因。

## 流行文化影響
理查德·普雷斯顿1998年的小說The Cobra Event中，提到斯維爾德洛夫斯克炭疽洩漏事件。

### 引用
1. ↑  . PBS.   [2013-11-15]. （原始内容存档于2008-09-17）.（英文）
2. ↑  Richard Preston. . Ballantine Books. 1998年: 114,427. ISBN 978-0-345-40997-3.（英文）